# Suquet de peix
Pour les articles homonymes, voir Suquet.
Le suquet de peix ou cruet de peix (« ragoût de poisson », en français) est une spécialité culinaire traditionnelle des cuisines catalane, valencienne et baléare, à base de poissons, fruits de mer, tomate et pommes de terre. En Catalogne du Nord, il est appelé bullinada et prend le nom de remescló dans la localité valencienne de Peníscola, en Espagne.

## Historique et origine
De telles préparations de poissons et de fruits de mer se pratiquaient déjà dans l'Antiquité, en Grèce antique et dans tout le bassin méditerranéen (sans pommes de terre ni tomates, arrivées en Europe avec la découverte du Nouveau Monde au XVIe siècle). La plupart des pays ont adopté ces deux ingrédients essentiels à l'alimentation en général et à cette soupe de poisson en particulier, avec en particulier le zimino en Sardaigne, l'aziminu en Corse, la bouillabaisse marseillaise ou la caldeirada portugaise...

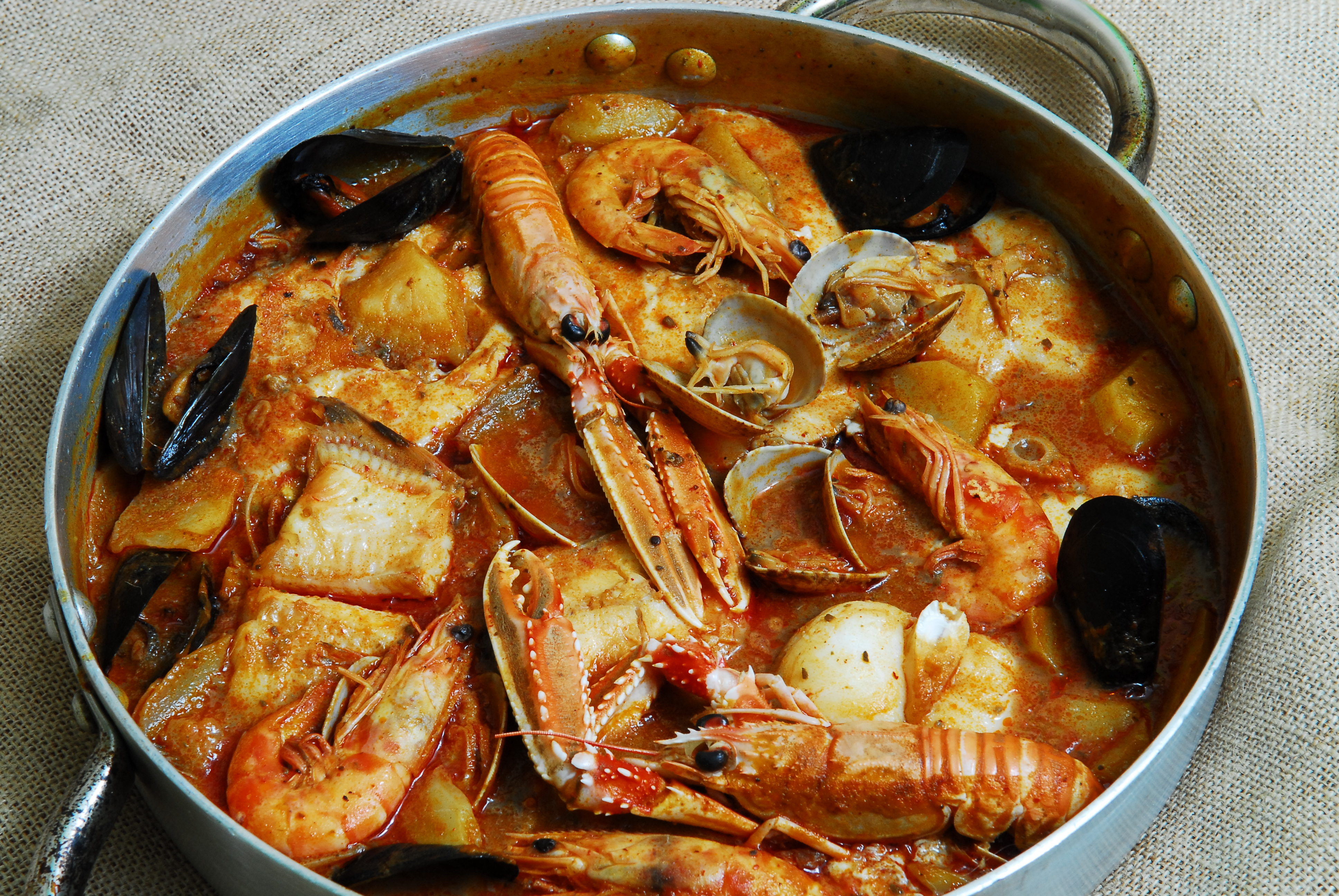
Aux moules, amandes de mer et écrevisses.
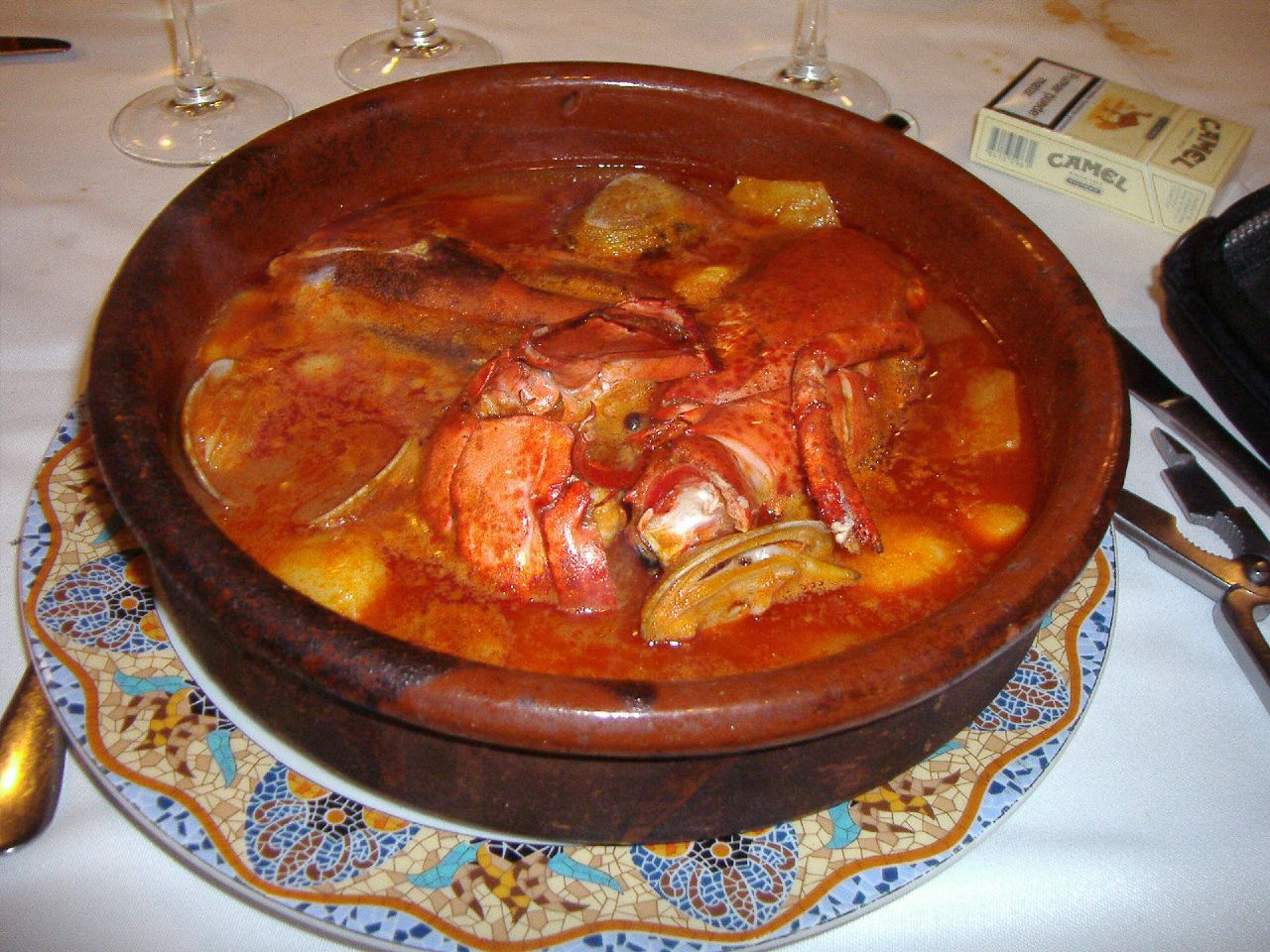
À la langouste et aux palourdes.

C'est un plat très simple et nourrissant, élaboré à l'origine par les pêcheurs, de retour de pêche après leur journée de travail, avec la godaille (poissons abîmés difficiles à vendre).

## Ingrédients de base et variantes
Cette recette traditionnelle nécessite quelques poissons frais coupés en tranches (rascasse, lotte ou poissons de roche), des tomates, des gousses d'ail et quelques pommes de terre. Elle peut se consommer avec un aïoli. 
Des variantes peuvent être cuisinées avec des gambas, écrevisses, calamars, moules, palourdes, amandes de mer, bouillon de poisson, oignon, piment et herbes de Provence,,…

## Bullinada
La bullinada est un type de ragoût typique de la Salanque, en Catalogne du Nord, qui diffère du suquet du sud par l'ajout d'anguilles, qui peuvent être aussi bien remplacées par du poisson ou des crevettes. Les ingrédients classiques sont les anguilles, ou les crevettes et le poisson, des pommes de terre, des poivrons et de la farine, avec un assaisonnement d'ail, de safran, d'huile d'olive, de sel, poivre et de persil.